# Temoac
Temoac är en ort i Mexiko.   Den ligger i kommunen Temoac och delstaten Morelos, i den sydöstra delen av landet, 80 km sydost om huvudstaden Mexico City. Temoac ligger 1 588 meter över havet och antalet invånare är 5 799.
Terrängen runt Temoac är kuperad åt nordost, men åt sydväst är den platt. Runt Temoac är det ganska tätbefolkat, med 155 invånare per kvadratkilometer. Närmaste större samhälle är Cuautla Morelos, 17,1 km väster om Temoac. Omgivningarna runt Temoac är en mosaik av jordbruksmark och naturlig växtlighet.